# Іркутськ-Пасажирський
Іркутськ-Пасажирський (рос. Иркутск-Пассажирский) — пасажирська залізнична станція Іркутського регіону Східно-Сибірської залізниці, віднесена до першого класу і розташована у місті Іркутськ.
На станції розташовано пасажирське вагонне депо ЛВЧД-7, яке формує і обслуговує потяги далекого сполучення, в тому числі фірмовий потяг «Баргузин».

## Історія
Перший поїзд прибув на станцію з Красноярська 16 серпня 1898 року.
Будівлю іркутського вокзалу було побудовано в 1897—1898 рр. і перебудовано в 1906—1907 роках. В 1936 році між двома різновіковими будівлями звели перехід, виконаний в тому ж архітектурному стилі, що і будівлі.
В 1964 році був побудований павільйон для обслуговування пасажирів приміських поїздів, споруджений пішохідний тунель, переплановані приміщення, розширена і упорядкована привокзальна площа. Основна частина будівлі виконана на основі типового проекту «Пасажирська будівля для станції II класу» з використанням архітектурних форм класицизму: високі аркові вікна, оформлення головного фасаду у вигляді портика і тощо. Будівлі 1906—1907 і 1936 років виконані також з дотриманням класичних традицій: симетрія, статичність, орденна побудова.
В 1998 році, до сторіччя Транссибу, вокзал був повністю реконструйований, в 2004 році реконструйований приміський павільйон.
Сьогодні будівля вокзалу є комплексом з чотирьох різночасових будівель, загальною площею 7590 м². Будівля є пам'яткою архітектури федерального значення.
В 1956 році після закінчення будівництва Іркутської ГЕС дільницю Зима — Іркутськ — Слюдянка було електрифіковано на постійному струмі 3 кВ. В 1970-ті-1980-ті роки Транссиб від Слюдянки на схід, а від Зими на захід було електрифіковано на змінному струмі, Слюдянка і Зима стали станціями стикування. В 1995 році дільниця Зима — Іркутськ — Слюдянка була переведена на змінний струм 25 кВ, станції Слюдянка і Зима перестали бути станціями стикування.